# Eduardo Gamboa (baloncestista)
Eduardo Gamboa (Trelew, Chubut, 11 de junio de 1984) es un baloncestista argentino que juega en la posición de escolta para Bragado Club de Básquetbol Chivilcoy. 

## Carrera

### Clubes
Su primer club fue el Club Social y Deportivo Madryn, de su ciudad natal y luego llegó al Club Ciudad de Bragado, donde promedió 15,5 puntos en 22 partidos del Torneo Nacional de Ascenso. La temporada siguiente pasó a La Unión de Formosa, de la misma categoría, donde dirigido por Víctor Daitch promedio 11,1 puntos y 2,5 asistencias. Su siguiente equipo fue el Oberá Tenis Club, donde estuvo dos años para luego volver a Bragado. Luego recaló en Tucumán BB, pero debido a la pérdida de la plaza del TNA por parte del equipo, firmó con el Club Juan Bautista Alberdi. En diciembre de 2011 fue contratado por Oberá Tenis Club, ante la lesión de Mariano Ceruti.
Para la temporada 2012-13, firmó con Estudiantes de Concordia, equipo con el que logró el campeonato en el Torneo Nacional de Ascenso y una plaza en la Liga Nacional de Básquet. Debutó en la LNB el 11 de octubre de 2013 contra Club Ciclista Olímpico. En su tercera y última temporada promedió en 56 partidos 13 puntos en 30,4 minutos, con 44,6 % en dobles, 31,1 en triples y 70,2 en libres.
En 2015 es fichado por La Unión de Formosa. Tras dos buenas temporadas en el club norteño, firmó contrato con Boca Juniors, donde su rendimiento en las canchas decayó.
| Club                     | País      | Año             |
| ------------------------ | --------- | --------------- |
| Deportivo Madryn         | Argentina | 2002 - 2004     |
| Ciudad de Bragado        | Argentina | 2004 - 2007     |
| La Unión de Formosa      | Argentina | 2007 - 2008     |
| Oberá Tenis Club         | Argentina | 2008 - 2010     |
| Ciudad de Bragado        | Argentina | 2010 - 2011     |
| Tucumán BB               | Argentina | 2011            |
| Alberdi de Tucumán       | Argentina | 2011            |
| Oberá Tenis Club         | Argentina | 2011 - 2012     |
| Estudiantes de Concordia | Argentina | 2012 - 2015     |
| La Unión de Formosa      | Argentina | 2015 - 2017     |
| Boca Juniors             | Argentina | 2017 - 2018     |
| Estudiantes de Concordia | Argentina | 2018 - 2020     |
| La Unión de Formosa      | Argentina | 2020 - 2021     |
| Atenas de Córdoba        | Argentina | 2021            |
| San Lorenzo de Almagro   | Argentina | 2022            |
| Capitol                  | Uruguay   | 2022            |
| La Salle de Tarija       | Bolivia   | 2022            |
| Miramar                  | Uruguay   | 2022            |
| Pichincha                | Bolivia   | 2022            |
| Urunday Universitario    | Uruguay   | 2022            |
| Atlético Pilar           | Argentina | 2023            |
| Pichincha                | Bolivia   | 2023            |
| Atlético Pilar           | Argentina | 2023 - 2024     |
| Belgrano de Tucumán      | Argentina | 2024            |
| Bragado Club             | Argentina | 2025 - Presente |

## Palmarés

### Campeonatos nacionales
- Torneo Nacional de Ascenso:
  - Estudiantes de Concordia: 2012-13.